# Roche-Turm (Bau 1)
Der Roche-Turm (Bau 1), auch Roche Tower, ist ein Hochhaus in der Schweizer Stadt Basel. Das Gebäude ist Hauptsitz des Pharmakonzerns Roche Holding, der auch Eigentümer und Bauherr des Bauwerks ist. Mit 178 Metern war der Roche-Turm von seiner Fertigstellung 2015 bis zur Eröffnung des Roche-Turm (Bau 2) im September 2022 das höchste Hochhaus der Schweiz. Das höchste freistehende Gebäude des Landes ist jedoch weiterhin der nur wenige Kilometer von Basel entfernte Fernsehturm St. Chrischona mit 250 Metern. Das Hochhaus dient rein betrieblichen Zwecken und ist öffentlich nicht zugänglich. Der von den Architekten Herzog & de Meuron entworfene Roche-Turm entstand im Rahmen einer umfangreichen baulichen Neustrukturierung des Basler Stammsitzes.

## Geschichte

### Vorgeschichte und Planungen
Im September 2006 stellte die Konzernleitung der Roche Holding ein erstes Hochhaus-Projekt vor. Das damals ebenfalls von Herzog & de Meuron geplante und als Twist 2 Spirals bezeichnete Gebäude sollte ursprünglich 163 Meter, später 154 Meter hoch werden. Die Gebäudehülle sollte die Form zweier gegenläufiger stoffbespannter Wendeln (als Referenz auf eine Doppelhelix) aufweisen und Platz für 2400 Arbeitsplätze bieten. Vorgesehen war eine Eröffnung im Jahr 2011. Nach mehreren Modifizierungen musste dieses Projekt im Stil des Dekonstruktivismus 2008 aufgrund zu hoher Investitionskosten – das Bauprojekt wäre auf mindestens 750 Mio. Franken Baukosten gekommen – und nicht erfüllbarer funktionaler Anforderungen aufgegeben werden.
Schliesslich wurde im Dezember 2009 ein markant überarbeitetes Projekt vorgestellt. Dieser neue Entwurf orientierte sich an der modernen Formensprache der Architektur von Otto Rudolf Salvisberg. Weisse Beton- und dunkle Fensterbänder sollten den Turm stark horizontal gliedern. Damals beliefen sich die Schätzungen der Kosten dieses Neubaus auf 368 Mio. Franken. Dieser überarbeitete Entwurf erfuhr eine moderate Neugestaltung, die das Hochhaus «dezenter und symmetrischer» erscheinen lassen soll. Insbesondere wurden die treppenartigen Abstufungen zur Westseite überarbeitet. Auch die horizontalen Bänder verlaufen parallel zur Strasse und kragen nicht mehr aus, was dazu führt, dass sich das Bauwerk besser in die Strassenflucht fügt. Statt der dunklen Fenstergläser sollten nun helle verwendet werden. Der nach dem Minergie-Standard zu errichtende Bau 1 würde etwas höher ausfallen und eine Geschossfläche von 76'000 m² aufweisen. Er würde 2000 Mitarbeitern Platz bieten sowie ein Auditorium mit 500 Sitzplätzen haben.
Nachdem im Dezember 2009 die rund einjährige Projektierungsphase beendet war, konnte im Januar 2010 die Planung aufgenommen werden. Im November 2010 folgte die Genehmigung des Bebauungsplans, im Oktober 2010 die Baueingabe und im Februar 2011 die Baubewilligung. Am Standort des zukünftigen Hochhauses wurde von Oktober 2010 bis Februar 2011 der ältere Bau 15 von Salvisberg abgebrochen.

### Bauarbeiten
Zur Vorbereitung der Bauarbeiten wurde von Oktober 2010 bis Februar 2011 der «Bau 15» abgebrochen, an dessen Stelle das neue Hochhaus stehen sollte. Diese Arbeiten hatten aufgrund der benachbarten Laboratorien mit möglichst niedrigen Erschütterungen zu erfolgen. Mit der erteilten Baubewilligung konnte dann im Anschluss im Februar 2011 mit dem Aushub begonnen werden; die Grundsteinlegung erfolgte am 9. Mai 2012 in der knapp 22 Meter tiefen Baugrube. Die Baukosten sollen sich nun auf 550 Mio. Schweizer Franken belaufen.
Wegen der unmittelbaren Nähe zum Rheinufer war ein tiefes Fundament notwendig, das mit 490 Ankern und 389 Pfählen bis zu 50 Meter in das Erdreich ragt. Zum Schutz des westlich von der Baustelle stehenden 63 Meter hohen Nachbargebäudes «Bau 52» und aufgrund des anstehenden Grundwassers mussten eine wasserdichte Baugrube geschaffen und gleichzeitig der Grundwasserspiegel abgesenkt werden. Damit sich der vom Architekten Roland Rohn entworfene 18-geschossige «Bau 52» möglichst wenig setzt, wurden im Vorfeld aufwändige Verformungsberechnungen mittels Finite-Elemente-Methode angestellt. Zuständig für den Hochbau war das Bauunternehmen Marti. Die Generalplanung übernahm Drees & Sommer, die Tragwerkplanung das Stuttgarter Ingenieurbüro Weischede, Herrmann und Partner.
Die Projektierung des Gebäudes sah vor, dass im Dezember 2014 der Rohbau fertiggestellt sein solle, die Eröffnung war für das zweite Halbjahr 2015 vorgesehen. Nachdem im Februar 2014 die 100-Meter-Marke erreicht wurde, übertraf seine Bauhöhe bereits im Juni 2014 die des 2011 eröffneten Zürcher Prime Towers. Insgesamt wuchs das Bauwerk jeden Monat um etwa ein Stockwerk an.
An den Bauarbeiten waren rund 450 Personen beteiligt. Im Juli 2014 wurde bekannt, dass bei 30 Arbeitern eines polnischen Subunternehmers aus Danzig, die für die Fassadenarbeiten angestellt worden waren, Lohndumping betrieben wurde. Nach einem kurzzeitigen Streik soll es zu einer Einigung gekommen sein, die auch eine Nachzahlung umfasste. Insgesamt dauerten die Arbeiten an der Fassadenverkleidung von September 2013 bis August 2015 an. Etwa im selben Intervall erfolgte parallel der Innenausbau des Hochhauses.
Am 22. Oktober 2014 konkretisierte das Unternehmen Roche ein Investitionspaket in Höhe von 3 Milliarden Franken, mit dem es den Standort des Basler Roche-Areals weiter stärken will. Neben Forschungsstätten werde das Unternehmen seine über ein Dutzend bisher im Stadtgebiet verteilten Standorte weiter verdichten. Dazu soll ein weiteres Hochhaus (Bau 2) bis 2021[veraltet] für 1700 Büroarbeitsplätze bezugsfertig sein; mit rund 50 Stockwerken und 205 Meter Höhe werde es den bisherigen Roche-Turm übertreffen. Der Bau 2 soll optisch an den Roche-Turm angelehnt sein und auf der gegenüberliegenden Seite der Grenzacherstrasse stehen.
Am 27. November 2014 wurde nach Fertigstellung des Rohbaus das Richtfest des Roche-Turms gefeiert. Mit dem Erreichen der vollständigen Hochhaushöhe erreichte der hydraulisch gesteuerte Kletterkran eine Hakenhöhe von etwa 204 Metern und eine finale Höhe des Turmkrans von 191,5 Metern. Damit war er der höchste bisher in der Schweiz eingesetzte Kran. Während der Bauarbeiten war der Wolffkran 7532.16 an bis zu sechs Stellen fest mit dem Hochhausrohbau verbunden und arbeitete sich gerüstfrei nach oben. Die Fassadenteile, die der Kran hievte, wogen bis zu zwei Tonnen. Ein weiterer kompakter Wippkran an der Westseite der Hochhausbaustelle konnte mit seinem steil nach oben aufstellbaren 45 Meter langen Auslegearm am Bauwerk vorbeischwenken.
Eine Kletterschalung umschloss den inneren Kern des Hochhausbauwerks, in dem die tragende Struktur der Stockwerke armiert und betoniert wurden. Bis der Beton ausgehärtet war, was rund zehn Wochen dauerte, wurden die einzelnen Etagen mittels Spriessen gestützt. Mehrere Etagen versetzt folgte eine zweite Arbeitsplattform, welche durch einen umlaufenden Windschild gesichert und abgeschirmt war. Im Schutz des Windschilds befand sich auch eine der Technikzentralen der Baustelle.
Mitte April 2015 war der wenige Tage dauernde Rückbau des Kletterkrans abgeschlossen. Die wegen der Verankerung des Krans am Hochhaus ausgesparten Fassadenelemente wurden Ende August/Anfang September gesetzt.

### Seit Eröffnung
Am 18. September 2015 wurde der Roche Tower offiziell eröffnet. Die rund 2000 Mitarbeiter bezogen das Gebäude sukzessive bis zum Frühjahr 2016. Vollständig bezogen war das Gebäude im Mai 2016. Seit Juli 2016 wird in kleinen Besuchergruppen die interessierte Öffentlichkeit durch das Gebäude geführt.
Im Februar 2017 kam es zur Bildung von Vereisung an der Aussenfassade. Aus Sicherheitsgründen wurde die Grenzacherstrasse am Bauwerk teilweise gesperrt. Nach einer längeren Kälteperiode löste sich nach gestiegenen Temperaturen Eis an der Fassade. Man vermutet die gute Isolierung des Bauwerks als Ursache dafür.
Ab dem 28. September 2021 feierte das Unternehmen Roche sein 125-jähriges Jubiläum mit einer Lichtshow, die vier Nächte lang auf die Fassade des Roche-Turm 1 projiziert wurde. Untermalt wurde die Lichtshow mit elektronischer Musik des Künstlers Worakls, die vom Sinfonieorchester Basel gespielt wurde.

## Beschreibung

### Lage und Umgebung

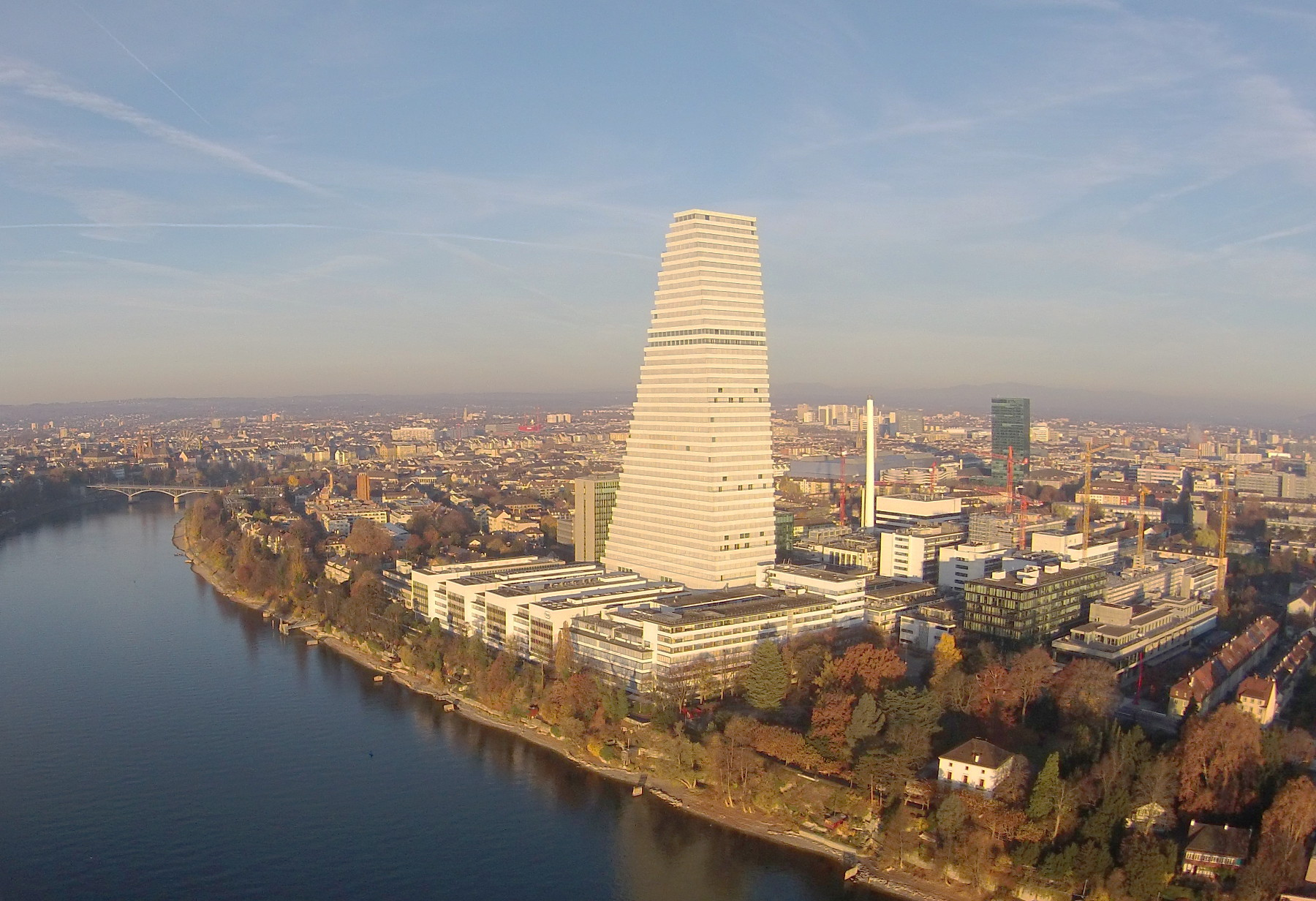
Roche-Areal am Basler Rheinknie (2015)

Der Roche-Turm befindet sich in Kleinbasel auf dem Betriebsgelände des Pharmaunternehmens Roche auf 257 m ü. M. Das Areal wird von der Wettsteinallee und dem Rhein begrenzt und wird im südlichen Drittel von der Grenzacherstrasse unterbrochen. In diesem südlichen Abschnitt steht der Roche-Turm, der den 80 Jahre alten sogenannten Bau 15 ersetzt hat. Östlich angrenzend befindet sich der am Rheinufer gelegene Solitudepark mit dem Tinguely-Museum. Sowohl die Bahnstrecke zum Badischen Bahnhof als auch die A2 verlaufen nur wenige hundert Meter vom Hochhaus entfernt.
Der Roche-Turm steht etwa 1500 Meter Luftlinie östlich des Basler Stadtkerns und ist aufgrund der geografischen Gegebenheit der Basler Bucht auch von weit über die Stadtgrenzen hinaus zu sehen. Abgesehen von den umgebenden Höhenzügen ist er beispielsweise auch von erhöhten Standpunkten im Birs- oder Wiesental zu sehen.

### Architektur und Daten

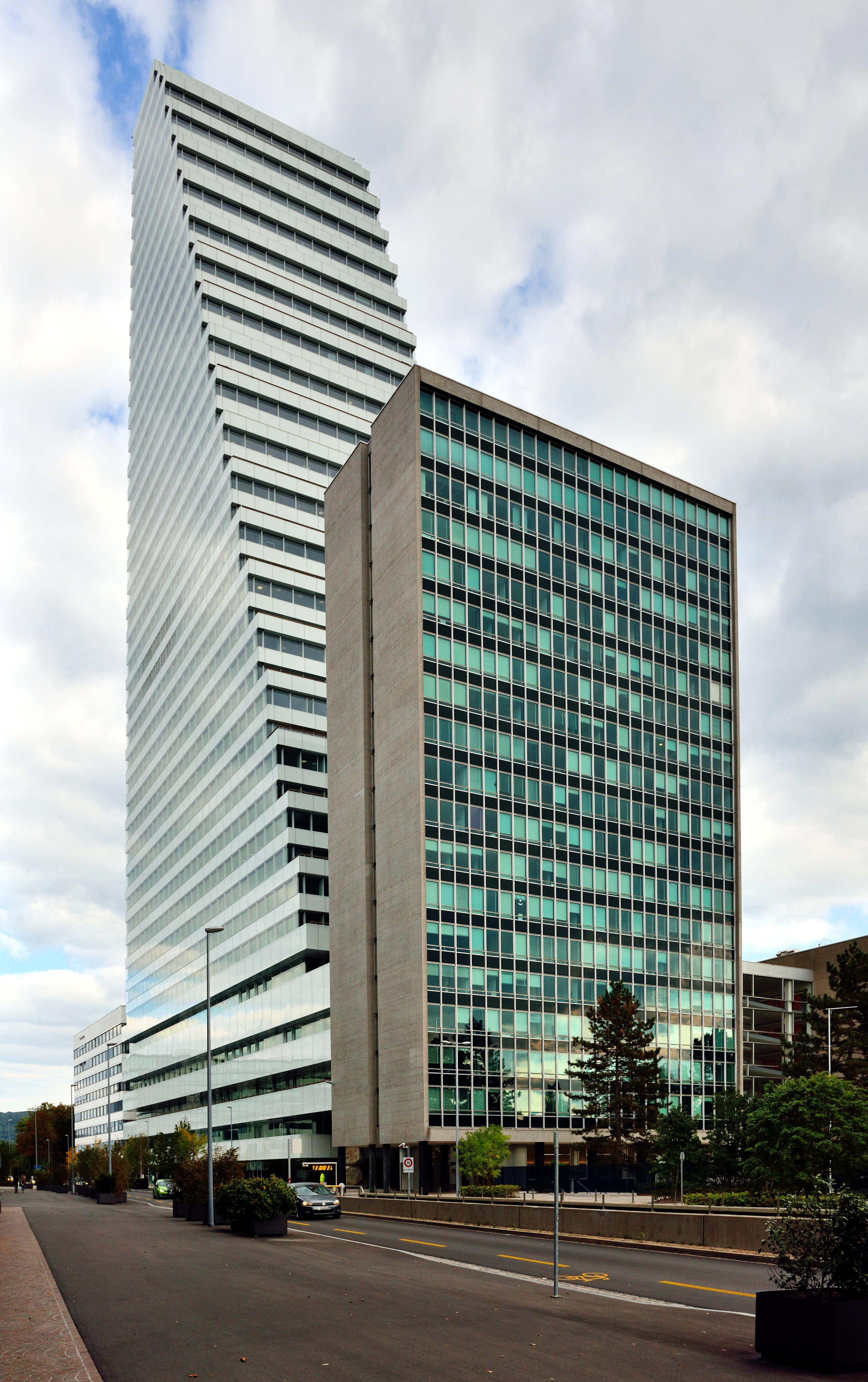
Roche-Turm von der Grenzacherstrasse aus, im Vordergrund der «Bau 52»

Der zur Westseite treppenartig, sich nach oben verjüngende Turm verfügt über drei Unter- und 41 Obergeschosse – mit Raumhöhen zwischen 2,90 und 3,48 Metern. Mit Ausnahme der obersten beiden Stockwerke bilden jeweils zwei Stockwerke eine Stufe. Die Ostfassade hat hingegen nur alle drei Stockwerke eine leichte Abstufung, während die Nord- und Südfassade senkrecht stehen, und passt sich in die Strassenflucht der Grenzacherstrasse ein. Die Masse des Roche-Turms beträgt 210'000 Tonnen. Der Aushub betrug 130'000 Tonnen. Für das Hochhaus wurden 56'000 Kubikmeter Beton, davon rund ein Drittel unterirdisch, und 12'000 Tonnen Bewehrung verbaut.
Der gesamte Baukörper ist schlicht gehalten, mit weissen Fassadenelementen. Die Architektur orientiert sich an der modernen Architektursprache von Otto Rudolf Salvisberg, der in den 1930er Jahren der Stammarchitekt des Pharma-Konzerns war und neben Bebauungsplänen auch viele Gebäude am Hauptsitz in Basel entwarf. Die Länge auf Erdgeschossniveau beträgt 94 Meter, die Breite 37 Meter, was eine Grundfläche von 3500 Quadratmeter ergibt. Im vierten Geschoss befindet sich eine grosse Terrasse, die einen Abschluss mit der unteren Einheit bildet. Diese ist der Sondernutzung durch Auditorium im 2. Obergeschoss und Personalrestaurant im 3. Obergeschoss vorbehalten. In diesen ersten Geschossen wurden Räume mit übergeordneten Funktionen untergebracht. In den drei Untergeschossen wie auch im 18. und 39. Obergeschoss ist die Technikzentrale untergebracht. Die oberirdische Bruttogeschossfläche ist 74'200 Quadratmeter, das oberirdische Gebäudevolumen 324'000 Kubikmeter; gesamthaft beträgt es 375'000 Kubikmeter.
Unterhalb des auskragenden Auditoriums, welches über dem Eingangsbereich eine grosszügige Plaza überdacht, steht eine rund 6,5 Meter hohe und 60 Tonnen schwere Steinskulptur. Diese Arbeit Rock on Top of Another Rock, bei der zwei massive Steine aus Gurtnellen aufeinandergesetzt sind, stammt von dem Künstlerduo Peter Fischli und David Weiss.
Auf drei Ebenen des Hochhauses befindet sich an den Ecken je eine Leuchteinheit der Flugsicherungsbefeuerung. Die acht Leuchteinheiten in den unteren beiden Ebenen leuchten permanent, während die Sicherheitsbeleuchtung an der Dachkante blinkt. Auf dem Nordteil des Hochhausdaches befindet sich ein Hebezeug mit drehbarem Teleskopausleger, der unter anderem für Wartungsarbeiten am Hochhaus verwendet wird. Die höchsten Fassadenelemente oberhalb des höchsten Stockwerks stellen einen Blendenschutz dar. Sie bilden eine Brüstung, hinter der sich der Kran und der auskragende Versorgungsschacht verbergen lassen.
Aufgrund der Lage Basels am Oberrheingraben äusserte Roche als Bauherr den Wunsch, den Erdbebenschutz des Hochhauses weit über die normativen Anforderungen zu verstärken. Üblicherweise wird ein Erdbeben mit einer Wiederkehrperiode von 475 Jahren zugrunde gelegt. Der Roche-Turm wurde derart konstruiert, dass er stärkeren Erdbeben mit einer Wiederkehrperiode von 2000 Jahren standhält. Dazu wurde die kombinierte Pfahl-Platten-Gründung des vergleichsweise schmalen Hochhauses verstärkt. 2018 wurde das Haus mit dem Architektur- und Ingenieurpreis erdbebensicheres Bauen gewürdigt.

### Innenarchitektur und Technik

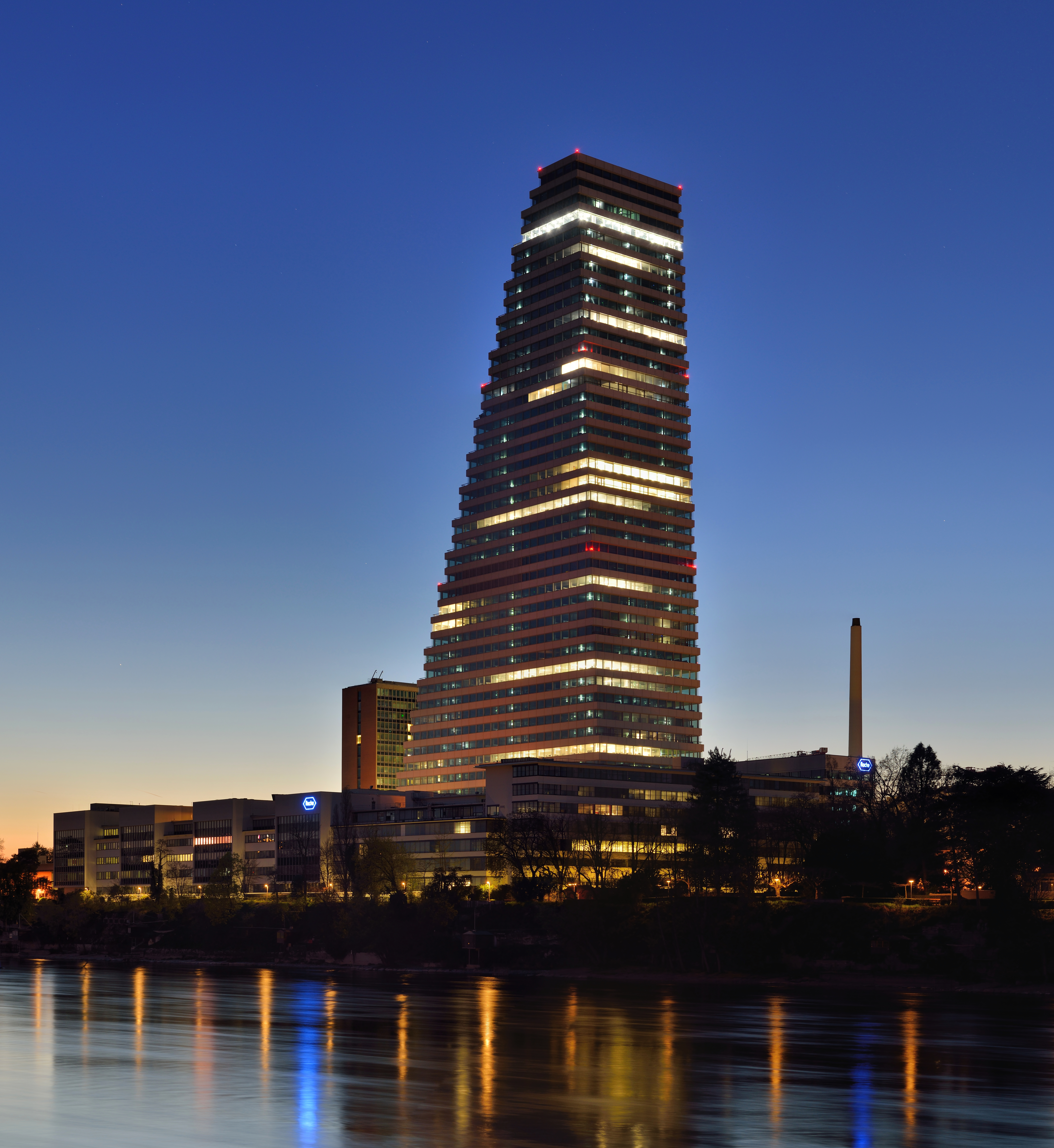
Roche-Turm bei Abenddämmerung mit Flugsicherungsbefeuerung

Neben einem Mitarbeiterrestaurant für 350 Personen sowie einer Cafeteria mit 100 Plätzen und einer Aussichtsterrasse im 38. Obergeschoss beherbergt der Roche-Turm ein Auditorium mit einer Kapazität für bis zu 500 Sitzplätze. Dieses zeichnet sich durch eine variable Gestaltungsfähigkeit aus, um so einer Vielzahl von Veranstaltungen zur Verfügung stehen zu können.
Die Bürolandschaft wird geprägt durch einen Mix von Einzel- und Gruppenbüros, die sich ebenfalls variabel den Erfordernissen anpassen lassen. So kann beispielsweise jeder Mitarbeiter individuell Licht, Storen und Temperatur an seinem Arbeitsplatz regeln. Im Zuge der Minergie-Bauweise wurde das Haus vollständig mit LED-Lichttechnik – über 10'000 im ganzen Bauwerk – und Präsenz- sowie Bewegungsmeldern ausgestattet. In verschiedenen Teilen des Bürohochhauses existieren sogenannte Kommunikationszonen (hausintern «Studios» genannt), die stockwerkübergreifende Freiräume schaffen und eine vertikale Kommunikation ermöglichen. Diese Kommunikationszonen beziehen teilweise auch Balkone mit ein, die den Aufenthaltsbereich entsprechend erweitern, und verlaufen über zwei oder drei Stockwerke und sind zur West- oder Ostseite ausgerichtet.
Der Roche-Turm verfügt über zwei Aufzugsschächte. Einer führt von den Tiefgeschossebenen bis zum 17. Obergeschoss. Ein weiterer verläuft durchgängig und verbindet die Tiefgeschosse mit den Etagen ab dem 17. Stockwerk. Damit ermöglicht dieser zweite Aufzugsschacht einen Umstieg in der 17. Etage. Die Aufzüge des Unternehmens Schindler befördern die Passagiere mit einer Geschwindigkeit von bis zu 6 Metern pro Sekunde. Insgesamt verkehren 14 Aufzüge im Hochhaus. Das Heizen im Roche-Turm erfolgt ausschliesslich über die Abwärme aus dem betriebseigenen Areal und die Kühlung wird mit Hilfe des Grundwassers vorgenommen. Aus diesen Gründen wird unter anderem der Minergie-Standard deutlich übertroffen. Mit einem Primärenergiebedarf von 80,2 kWh/(m2·a) für Heizen, Kühlen, Lüftung und Licht liegt der Roche-Turm im Vergleich zu anderen Hochhäusern an sehr guter Stelle und erfüllt auch die Kriterien für ein Grünes Gebäude. Die Roche beabsichtigt, nach einer zweijährigen Überwachungsphase, Optimierungen am Gebäude- und Anlagenbetrieb vornehmen zu lassen.

## Rezeption
Trotz der Bemühungen, das markant hohe Bauwerk den schlichten Formen Salvisbergs anzugleichen, fiel die erste Beurteilung zum Fertigstellungszeitpunkt über die architektonische Wirkung im Stadtbild eher kritisch aus. Der Roche-Turm ist fast doppelt so hoch wie der 105 Meter hohe Messeturm, das bisher höchste Gebäude in Basel, rund 100 Meter höher als die Wohn- und Geschäftshäuser der 1960er und 1970er Jahre und überragt den durchschnittlichen Stadtkörper um das Zehnfache. Damit wirkte das Hochhaus im Fertigstellungsjahr wie ein Solitär im Basler Stadtbild.
Der Kunsthistoriker und wissenschaftliche Mitarbeiter des Wohnforums der ETH Zürich Klaus Spechtenhauser beschreibt, dass in Fachkreisen und der breiten Öffentlichkeit mehrheitlich Ratlosigkeit und leise Resignation angesichts des Turmbaus vorherrsche. Ein tatsächlicher öffentlicher Diskurs habe nie stattgefunden, man sei mit dem enormen Massstab konfrontiert worden und die Zurschaustellung der wirtschaftlichen Potenz sei fast schon beängstigend. Auch der ehemalige Basler Kantonsbaumeister Carl Fingerhuth sieht den fehlenden Diskurs über den Roche-Turm kritisch. Die fehlende städtebauliche Einbettung zeuge von Arroganz der Bauherren, die lediglich ein exemplarisches Zeichen ihrer Macht mit dem Bauwerk monumentalisiert hätten.
Die Kunstkritikerin Karen N. Gerig sieht zwar Zweck und Notwendigkeit des Roche-Turms ein, bezeichnet aber seine Höhenpräsenz als Mahnmal dafür, dass Basel nicht weiter wachsen kann, und dafür, wie abhängig die Stadt vom Geld der ansässigen Pharmaindustrie sei, weil die sie nicht ausserhalb ihrer Kantonsgrenzen schicken könne. Es wäre dumm gewesen, das Bauwerk nicht zu erlauben, aber gerade deswegen sei es ein Zeichen der Resignation und schlicht nicht schön.
Der Kulturredaktor Till Briegleb ist in seiner Kritik noch drastischer. Bei der Gestaltung des Roche-Turms sei der menschliche Massstab abhandengekommen, schrieb er in art – Das Kunstmagazin. Er vergleicht die Form mit dem utopischen Plan einiger britischer Architekten, in Hamburg das Alsterzentrum Ende der 1960er Jahre durch eine Vielzahl ähnlicher Wohnhochhäuser zu gestalten. Der massive, auffällige Baukörper würde in einem zu starken Kontrast zur kleinteilig und seit Jahrhunderten gewachsenen Struktur Kleinbasels stehen. Der Roche-Turm sei daher nichts anderes als eine gleichermassen langweilige wie geschmacklose «Chemie-Säge» babylonischen Ausmasses.
Demgegenüber findet Andreas Janser, der Kurator des Museums für Gestaltung Zürich, die Gestaltung der Arbeitsplätze im Roche-Turm sehr überzeugend und das Hochhaus auch insgesamt gelungen. Er erklärt die ablehnende Haltung damit, dass Hochhäuser in Europa immer Fremdkörper seien. Auch der Schweizer Städtebau- und Planungshistoriker Angelus Eisinger findet, dass die Hochhausdebatte nur an der Silhouette und an der Höhe des Baukörpers auszumachen, zu kurz greife. Vielmehr müsse das Hochhaus Brücken zur Stadt schlagen. Eisinger sieht die weltweite Sichtbarkeit und Aufmerksamkeit, die von dem Roche-Turm für Basel ausgehe ebenso wie die positiven Effekte in den Betriebsabläufen der Roche. Darüber hinaus sehe er zwar keinen Mehrwert für die Stadt, aber das sei eben nicht zwingend eine Frage des Hochhauses an sich. Denn auch der Novartis Campus gehe wenig Beziehung mit der Stadt ein, obwohl er ein städtebaulich und ästhetisch perfekt inszeniertes Stück Stadt sei.
Rund 130 Anwohner im Wettsteinquartier haben sich zu einem Verein zusammengeschlossen und wollen ihren Forderungen gegenüber der Roche und der Stadt Basel Gehör verschaffen. Sie sind durch die relative Nähe des Hochhauses täglich von grösserem Verkehrsaufkommen und dem langen Schattenwurf betroffen. Da durch das noch höher geplante Hochhaus Bau 2 und vier weitere hohe Gebäude sich das Problem in den nächsten Jahren noch verschärfen wird, fordert der Verein für die Anwohner finanzielle Entschädigungen.